# FINE (Weinmagazin)
FINE, Das Weinmagazin ist eine Publikation des Tre Torri Verlages, Wiesbaden mit Ralf Frenzel als Herausgeber.
Der Tre Torri Verlag mit Sitz in Wiesbaden ist ein deutsches Verlagshaus im Bereich Essen, Trinken und Genuss. Das Verlagsprogramm umfasst Bücher deutscher und europäischer Spitzen- und Sterneköche, hochwertige Weinbücher und die deutsche Ausgabe von FINE Das Weinmagazin sowie deutsche Events und internationale Weinproben.
Das Weinmagazin FINE erscheint seit September 2010 vierteljährlich mit einer Auflage von ca. 20.000 Exemplaren. Ein besonderes Kennzeichen der Fachzeitschrift ist die Bewertung von Weinen, Weinbetrieben und das Aufzeigen von neuen Trends im weltweiten Weinanbau.